# هياواسي (جورجيا)
هياواسي (بالإنجليزية: Hiawassee, Georgia)‏ هي بلدة تقع في مقاطعة تاونز، جورجيا بولاية جورجيا في الولايات المتحدة. تبلغ مساحتها 5.6 (كم²)، وترتفع عن سطح البحر 601 م، بلغ عدد سكانها 880 نسمة في عام 2010 حسب إحصاء مكتب تعداد الولايات المتحدة وتصل الكثافة السكانية فيها 144.3 نسمة/كم2.

## وصلات خارجية
- The US50 - Cities and Towns in Georgia State
- Georgia Cities and Towns, Facts, Map, Flag, Colleges, Government, and More